# Славчо Проданов
Славчо Проданов е български духовник. През 1990 година става архиерейски наместник на Търговищка духовна околия, която е част от Варненска и Великопреславска епархия на Българската православна църква.

## Биография
Славчо Проданов е роден през 1954 година в град Търговище, България. Родителите му са вярващи хора. Баща му е от Габрово, а майка му от близкото до града село Паламарца. Семейството е имало две деца, починали преди той да се роди. Затова с неговото раждане родителите му го обричат на Бога и църквата. Според Славчо Проданов просветлението да се посвети в служба на Бога идва внезапно. През пролетта на 1968 година случайно на улицата в града се среща с млад интелигентен мъж, който се представя и заговоря. Обяснява му, че е завършил духовно училище. Няколко месеца след това Славчо Проданов отива в Софийската духовна семинария и слуша лекции от големите светила в богословието и теологията. Там той няколко години изучава задълбочено духовните науки. След завършването на духовното си образование като млад свещеник започна своето служение в храм „Свети Николай“ в родното село на майка си Паламарца. През 1990 година по молба на Варненския и Великопреславски митрополит Кирил бил назначен за архиерейски наместник на Търговищката духовна околия и председател на храм „Свети Иван Рилски“ в областния град. Оттогава по негова идея всяка година Богоявленският кръст се хвърля във фонтана на градския площад в Търговище. По негова инициатива през 1996 година към храм „Свети Иван Рилски“ се поддържа обществена трапезария, която към 2010 година храни над 70 бездомни, болни и самотни възрастни хора.